# Жаклін Чепкоеч
Жаклін Чепкоеч (англ. Jackline Chepkoech, нар. 3 жовтня 2003) — кенійська легкоатлетка, яка спеціалізується у бігу з перешкодами.

## Спортивні досягнення
Чемпіонка світу серед юніорів у бігу на 3000 метрів з перешкодами (2021).
Чемпіонка Ігор Співдружності у бігу на 3000 метрів з перешкодами (2022).